# Casa-palacio de los Penalva
La casa-palacio de los Penalva es un palacio de estilo modernista situado en el municipio español de Huéscar, en la provincia de Granada. Fue construido a comienzos del siglo XX.

## Características
Los orígenes de la casa-palacio de los Penalva se sitúan a principios del siglo XX, siendo promovida su construcción por Claudio Penalva Jiménez. Las labores de acopio de material se iniciaron en 1907, empezando las obras unos años más tarde. La dirección de los trabajos recayó en Julián Ruiz Alemán, un reconocido tallista y escultor, que asumió el diseño de la casa y la ejecución del programa decorativo exterior, así como los elementos de forja y el mobiliario interior. La casa se construyó principalmente en estilo modernista, destacando la fachada como elemento más representativo de este estilo, mientras que en el interior predominan los elementos del eclecticismo historicista.